# Comuna Sovietscoe, Stînga Nistrului
Comuna Sovietscoe este o comună din Unitățile Administrativ-Teritoriale din Stînga Nistrului, Republica Moldova. Este formată din satele Sovietscoe (sat-reședință) și Vasilievca.
Conform recensământului din anul 2004, populația localității era de 629 locuitori, dintre care 347 (55.16%) moldoveni (români), 212 (33.7%) ucraineni si 53 (8.42%) ruși.